# Grenze zwischen Ägypten und Libyen

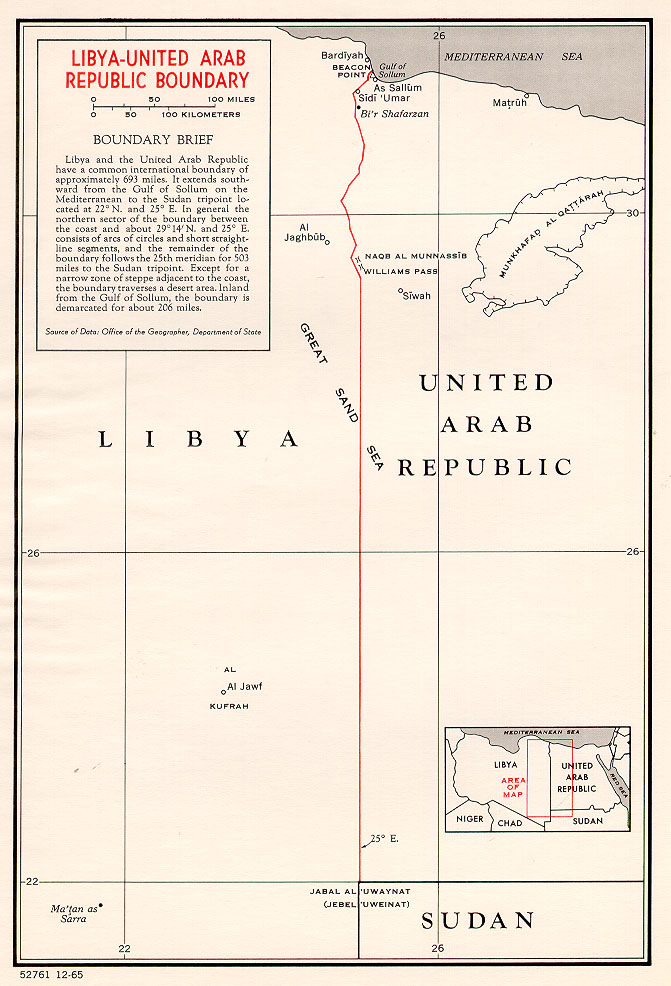
Karte des Grenzverlaufs (Ägypten noch als United Arab Republic ausgewiesen)

Die Grenze zwischen Ägypten und Libyen trennt als internationale Land- und Seegrenze diese beiden Staaten. Sie ist als Landgrenze 1115 km lang und erstreckt sich von der Küste des Mittelländischen Meers am Golf von Sallum bis zum Dreiländereck Ägypten-Libyen-Sudan.

## Geschichte

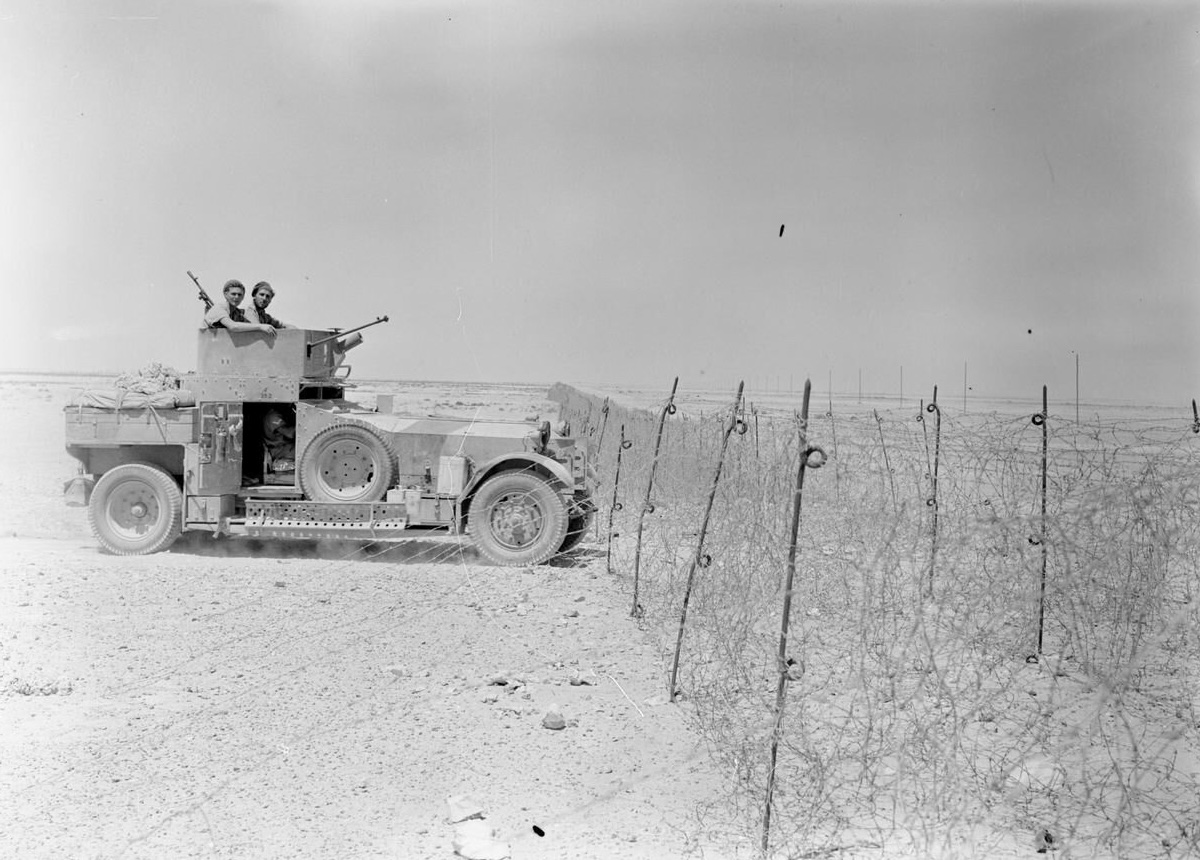
Britische Truppen am Grenzzaun (1940)

Beide Länder waren im 19. Jahrhundert Teile des Osmanischen Reichs. Ägypten besaß jedoch ein hohes Maß an Autonomie. 1882 besetzte das Vereinigte Königreich Ägypten, das als Khedivat Ägypten faktisch und 1914 auch nominell zu einem britischen Protektorat wurde. Das Osmanische Reich musste im Frieden von Ouchy im Jahr 1912 seine Besitzungen im heutigen Libyen (seit 1934 zu Italienisch-Libyen vereinigt) an das Königreich Italien abtreten. Ägypten wurde 1922 unabhängig, 1951 das Königreich Libyen.
Ägypten und Italien schlossen am 6. Dezember 1925 einen durch Ägypten erst 1932/33 ratifizierten Vertrag, in dem die Grenze entsprechend ihrem heutigen Verlauf festgelegt wurde. Eine genauere Festlegung des Nordabschnitts mit Vermarkung erfolgte 1926/27; kleinere Korrekturen fanden 1937/38 statt. Zur Kontrolle der Senussi-Rebellen legte Italien in dieser Zeit einen Grenzzaun an. Im Zweiten Weltkrieg fanden während des Afrikafeldzugs heftige Kämpfe zwischen den Achsenmächten Deutschland und Italien und den Alliierten statt, die mit einer Niederlage der Achsenmächte endeten. Libyen wurde daraufhin von französischen und britischen Truppen besetzt, bis es 1951 die Unabhängigkeit erlangte. Ägyptische Ansprüche auf eine Verlegung der Grenze auf den 24. östlichen Längengrad wurden in den 1950er Jahren fallen gelassen.

## Grenzverlauf
Die Landgrenze beginnt am Mittelländischen Meer westlich der ägyptischen Grenzstadt Sallum un setzt sich in das Landesinnere grob südwärts mit einer Folge von unregelmäßigen Linien fort, bis bei der Position 29° 14′ 0″ N, 25° 0′ 0″ E der 25. östliche Längengrad erreicht wird. Von diesem Punkt an verläuft sie auf dem 25. Längengrad (Ost) durch entlegene Gebiete der Sahara (Großes Sandmeer und Libysche Wüste) bis zum Dreiländereck mit dem Sudan in der Nähe des bis 1934 m hohen Gabal Uwainat (auch Jabal al Awaynat), wo die zunächst weiter auf dem 25. östlichen Längengrad verlaufende Grenze zwischen Libyen und dem Sudan sie geradlinig fortsetzt.

## Verkehr
Bei Sallum befindet sich der Grenzübergang zwischen Ägypten und Libyen; das libysche Pendant ist Musaid. Der Verlauf der Grenze in der Wüste ist weglos.